# ヨーロッパヨシキリ
ヨーロッパヨシキリ(Acrocephalus scirpaceus )は、旧世界ムシクイ類の鳥である。ヨーロッパ全土から温帯の西アジアで繁殖し、サハラ砂漠以南のアフリカで越冬する。ヨーロッパヨシキリは、カッコウに托卵される種の1つである。

## 形態
体長は12.5から14cm程度で、成鳥の背中は筋のない茶色で、腹は淡黄色である。額は平たく、くちばしは尖っている。他の多くのヨシキリと同様に性別は識別可能だが、若鳥では難しいこともある。ヨーロッパヨシキリの外見はオオヨシキリに似ているが、オオヨシキリの方が大きく、強い眉斑を持つ。

## 生態
低木の茂るヨシ原に生息する。ヨシキリ属に典型的な、ゆっくりとカタカタいうような声で鳴く。また他の多くのヨシキリと同様に食虫性であるが、ベリー等の小さな食物も食べる。
ヨシでできたバスケット状の巣に3から5個の卵を産み、10日から11日で孵化する。一夫一婦制である。

## 画像

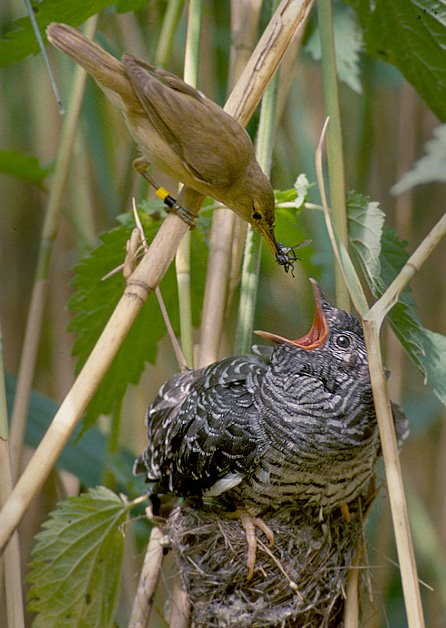
ヨーロッパヨシキリの巣の中のカッコウのひな
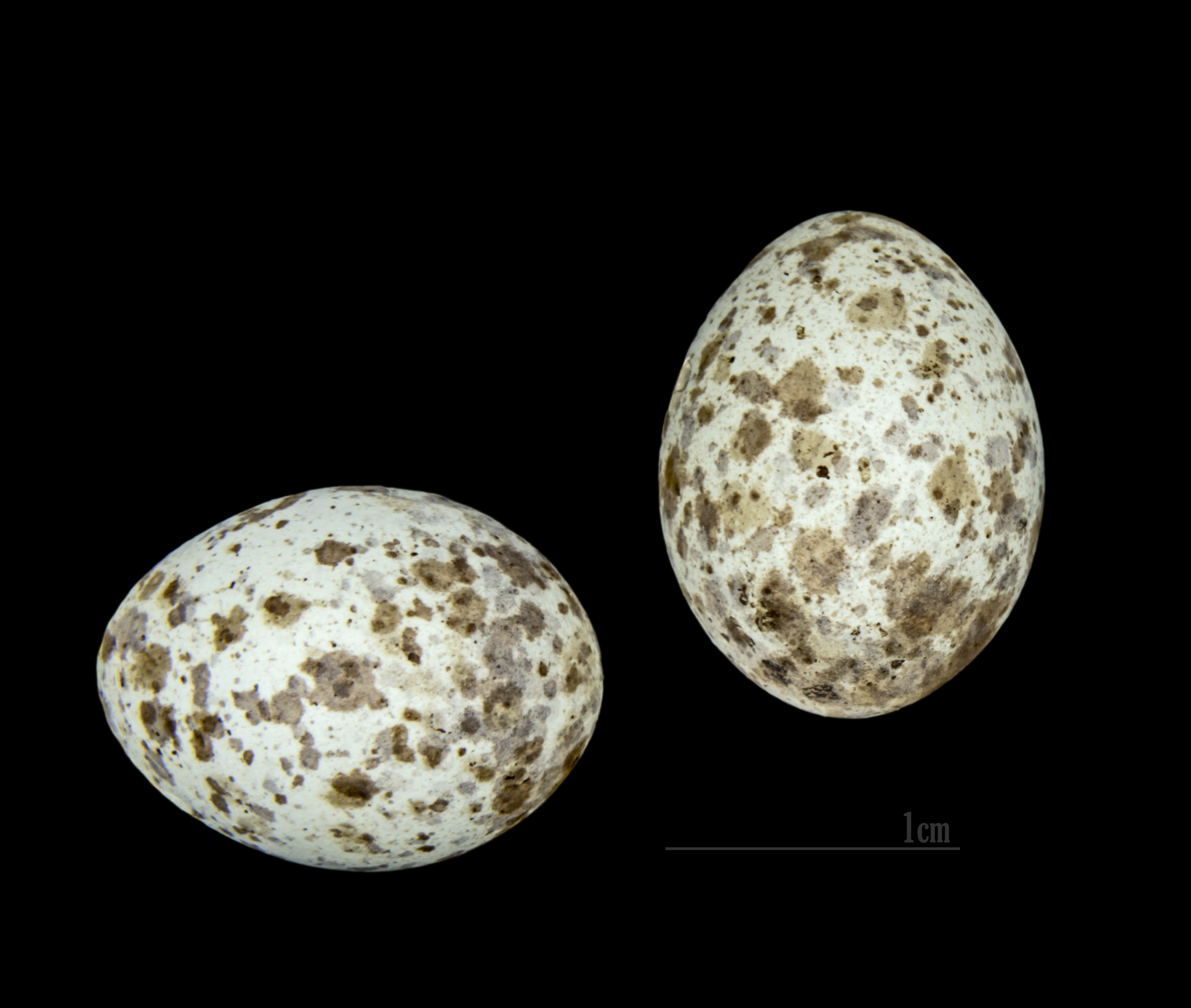
ヨーロッパヨシキリの卵
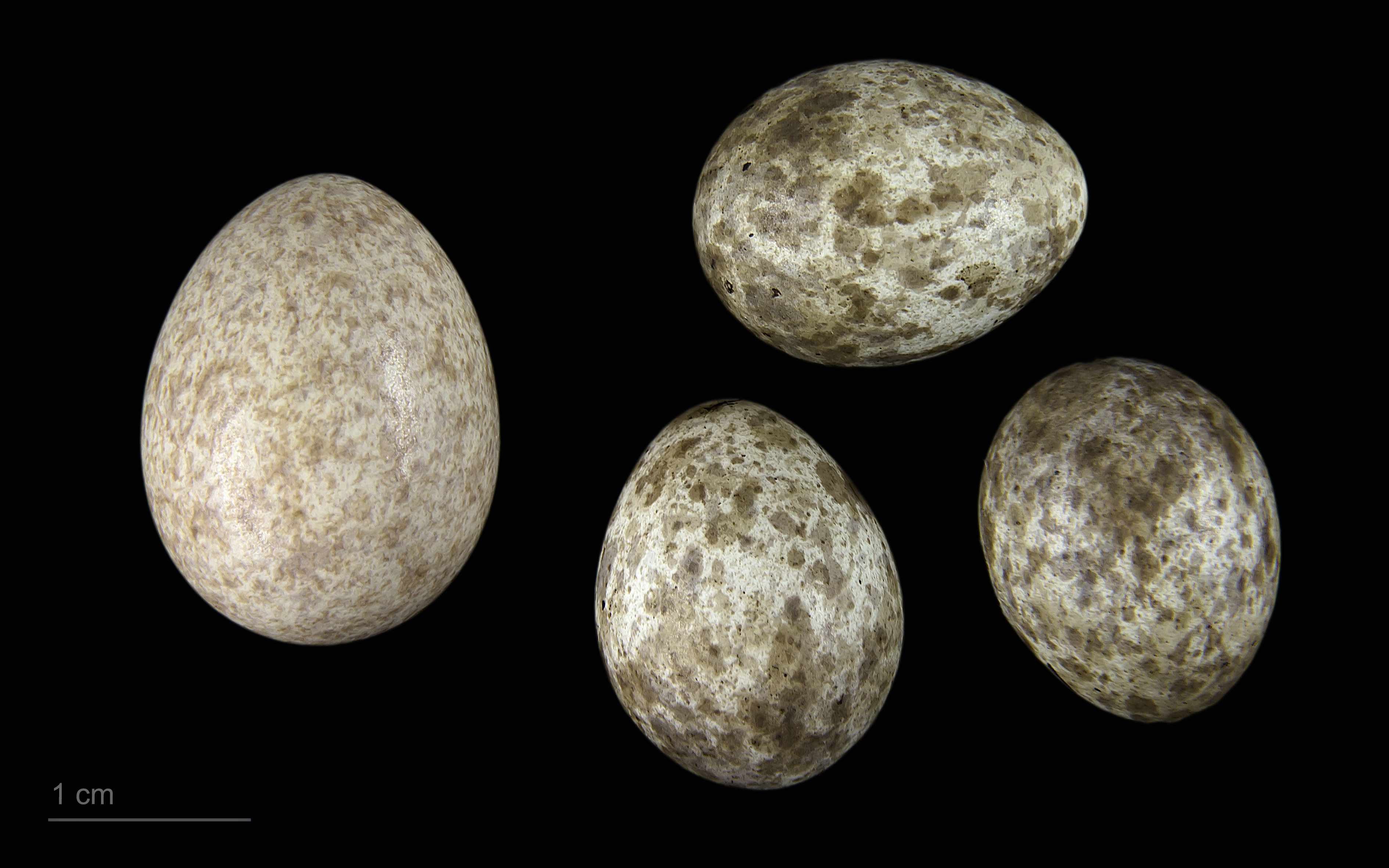
Cuculus canorus canorus + Acrocephalus scirpaceus - Museum specimen
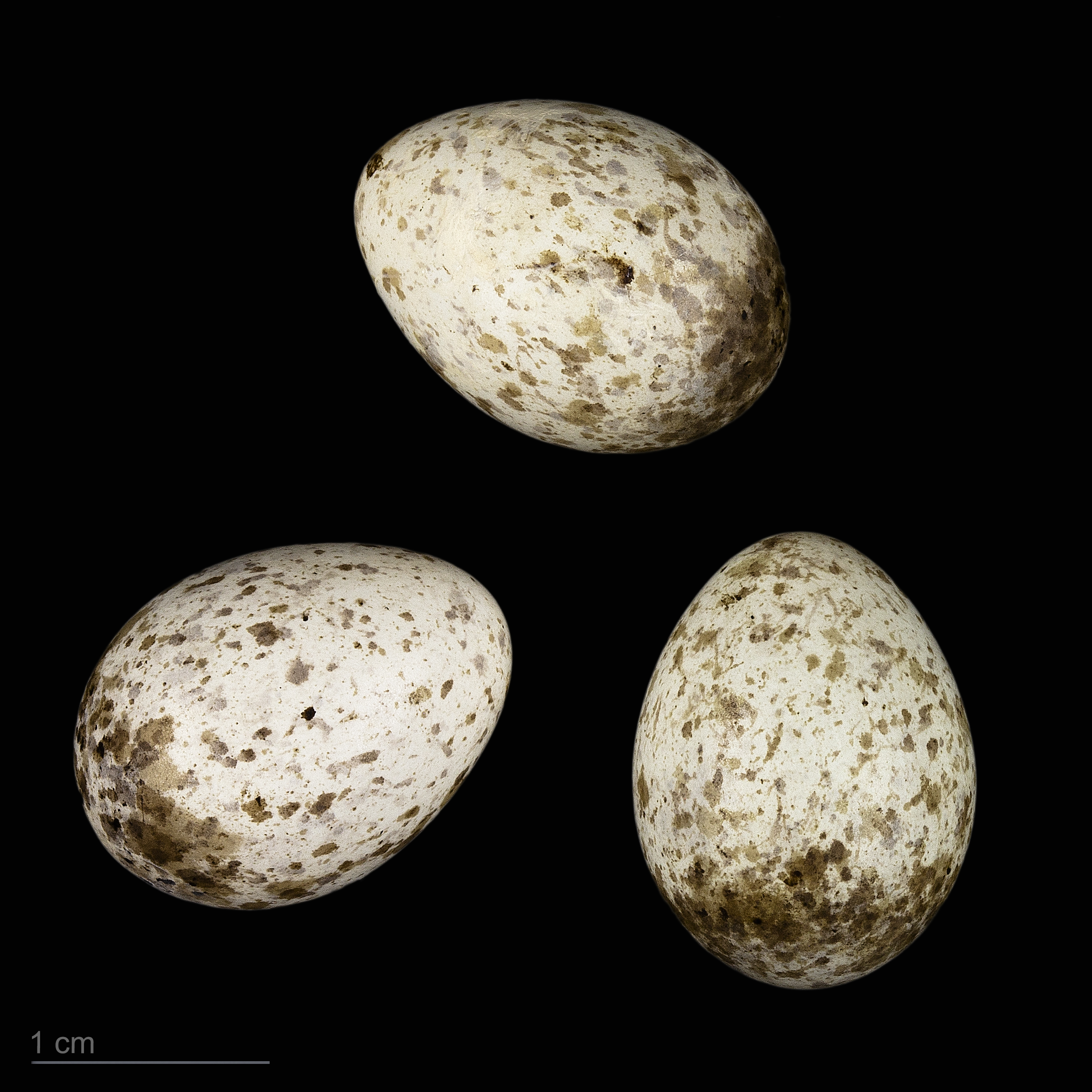
Acrocephalus scirpaceus scirpaceus